# 樋上新一
樋上 新一（ひがみ しんいち、1907年6月25日 - 1980年1月7日）は、日本の政治家。元衆議院議員（2期）。

## 経歴
1907年（明治40年）6月25日に生まれる。京都市立商工専修学校（後の京都市立堀川高等学校専修夜間部）卒業。
1963年に京都市議会議員選挙に立候補し当選、1期務める。
1967年1月29日、第31回衆議院議員総選挙に、京都1区から公明党公認候補として立候補し、初当選する（以降、連続2期）。
1972年12月、第33回衆議院議員総選挙に落選。選挙地盤を公明党の竹内勝彦に譲り、政界を引退する。
1980年1月7日、死去。享年72。